# Ebon Pond
Der Ebon Pond (englisch für Ebenholzfarbener Tümpel) ist ein Tümpel an der Scott-Küste des ostantarktischen Viktorialands. Er liegt am südwestlichen Ausläufer der Brown-Halbinsel.
Der US-amerikanische Geologe Troy L. Péwé (1918–1999) von der Arizona State University untersuchte den Tümpel im Rahmen der von 1957 bis 1958 dauernden Operation Deep Freeze. Er gab dem Tümpel seinen deskriptiven Namen in Anlehnung an das umgebende schwarze Vulkangestein.